# Les sept fuqaha de Médine

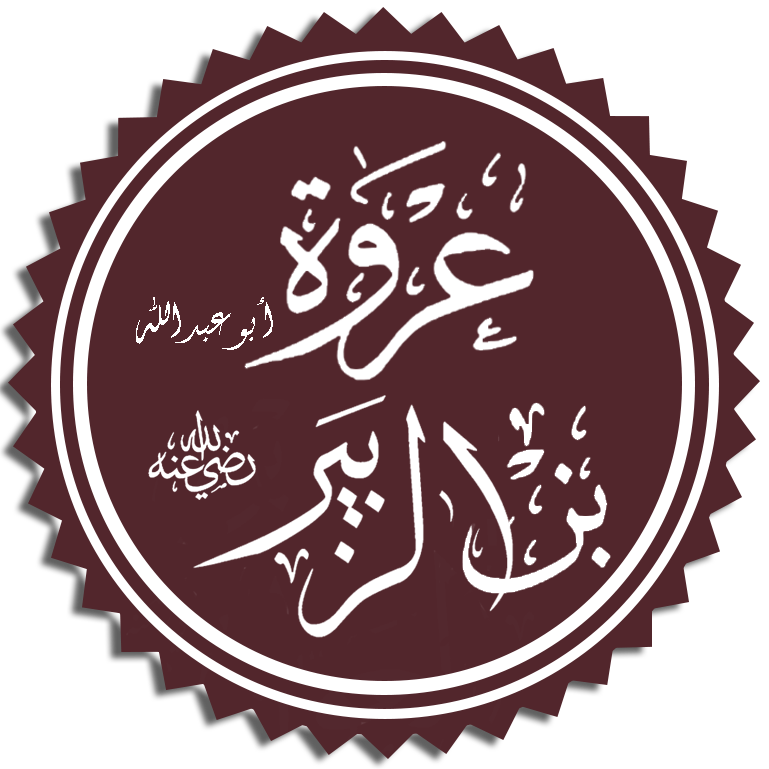
Urwa ibn Al-Zubayr.

Les sept Fuqahâ de Médine est une appellation désignant sept grands juristes musulmans sunnites de la ville de Médine qui transmirent de nombreux ahadith et les fatwas des compagnons. Ils contribuèrent également à poser les bases théologiques de ce qui allait plus tard devenir l'école malikite, inspirée par l'Imam Malik Ibn Anas.

## Présentation
Il est dit en général que ces sept juristes sont :
- Saʿîd ibn al-Musayyib
- 'Urwah Ibn Az Zubayr Ibn Al 'Awwâm
- Abû Bakr Ibn 'Abd Ir Rahmân Ibn Al Hârith
- Al Qâsim Ibn Muhammad Ibn Abî Bakr
- 'Ubaydu Llâh Ibn 'Abdi Llâh Ibn 'Utbah Ibn Mas'ûd
- Sulaymân Ibn Yasâr
- Khârijah Ibn Zayd ibn Thâbit.

Cependant, l’imam Mâlik Ibn Anas exclut les imams Abû Bakr Ibn 'Abd Ir Rahmân Ibn Al Hârith et 'Ubaydu Llâh Ibn 'Abdi Llâh Ibn 'Utbah Ibn Mas'ûd au profit des imams Salîm Ibn 'Abdi Llâh Ibn 'Umar et Abû Salama Ibn 'Abd Ir Rahmân Ibn 'Awf .